# BMX-Rennsport-Weltmeisterschaften 2004
Die BMX-Rennsport-Weltmeisterschaften 2004 fanden vom 23. bis 25. Juli im niederländischen Valkenswaard statt. Schauplatz war die BMX-Bahn auf dem Vereinsgelände des BMX-Clubs Lion d’Or.

## Programm
Es gab Wettkämpfe für die Kategorien Elite und Junioren im BMX-Rennen (Männer und Frauen) sowie im Cruiser (nur Männer). Parallel zu den Weltmeisterschaften lief die UCI BMX World Challenge für die Leistungsklasse Challenge. An Weltmeisterschaften und Challenge zusammen nahmen über 2.300 Fahrer aus 35 Ländern teil.

## Ergebnisse
Unten angegeben ist jeweils die Rangfolge im Finale. Die genauen Zeiten sind nicht überliefert.

### Frauen Elite
| Platz | Name                |
| ----- | ------------------- |
| 1     | María Gabriela Díaz |
| 2     | Cyrielle Convert    |
| 3     | Alice Jung          |
| 4     | Anne Rougie         |
| 5     | Jana Horáková       |
| 6     | Dagmara Poláková    |
| 7     | Willy Kanis         |
| 8     | Lydia Faure         |

### Männer Elite
| Platz | Name              |
| ----- | ----------------- |
| 1     | Warwick Stevenson |
| 2     | Cristian Becerine |
| 3     | Bubba Harris      |
| 4     | Nathan Berkheimer |
| 5     | Kyle Bennett      |
| 6     | Jason Richardson  |
| 7     | Ivo Lakučs        |
| 8     | Robert de Wilde   |

| Platz | Name               |
| ----- | ------------------ |
| 1     | Randy Stumpfhauser |
| 2     | Jason Richardson   |
| 3     | Cristian Becerine  |
| 4     | John Purse         |
| 5     | Florent Boutte     |
| 6     | Roger Rinderknecht |
| 7     | Donny Robertson    |
| 8     | Ivo Lakučs         |

### Juniorinnen
| Platz | Name                  |
| ----- | --------------------- |
| 1     | Kimberly Hayashi      |
| 2     | Laëtitia Le Corguillé |
| 3     | Samantha Cools        |
| 4     | Emma Franklin         |
| 5     | Natalja Busschers     |
| 6     | Nicole Callisto       |
| 7     | Renee Junga           |
| 8     | Krystal Cranfield     |

### Junioren
| Platz | Name               |
| ----- | ------------------ |
| 1     | Michael Fenwick    |
| 2     | Thomas Hamon       |
| 3     | Ivo van der Putten |
| 4     | Arnaud Dubois      |
| 5     | Joel Burke         |
| 6     | Billy Joliffe      |
| 7     | Brian Birkham      |
| 8     | Paul Lange         |

| Platz | Name            |
| ----- | --------------- |
| 1     | Augusto Castro  |
| 2     | Jérémy Chaffot  |
| 3     | Aaron Lepp      |
| 4     | Emilio Falla    |
| 5     | Billy Joliffe   |
| 6     | Leigh Darrell   |
| 7     | Michael Fenwick |
| 8     | Lukáš Měchura   |

## Medaillenspiegel
| Platz  | Land               | Gold | Silber | Bronze | Gesamt |
| ------ | ------------------ | ---- | ------ | ------ | ------ |
| 1      | Vereinigte Staaten | 2    | 1      | 2      | 5      |
| 2      | Australien         | 2    | 0      | 0      | 2      |
| 3      | Argentinien        | 1    | 1      | 1      | 3      |
| 4      | Kolumbien          | 1    | 0      | 0      | 1      |
| 5      | Frankreich         | 0    | 4      | 0      | 4      |
| 6      | Kanada             | 0    | 0      | 2      | 2      |
| 7      | Niederlande        | 0    | 0      | 1      | 1      |
| Gesamt | Gesamt             | 6    | 6      | 6      | 18     |